# HANAJI
「HANAJI」（はなぢ）は、小林ゆうの3枚目のシングル。2009年2月11日にメディアファクトリーから発売された。

## 概要
表題曲「HANAJI」は、テレビアニメ『まりあ†ほりっく』のオープニングテーマとして採用されており、後にらっぷびとがリメイク版を制作している。カップリングには同曲のリミックスで、『小林ゆうの(仮)』のエンディングテーマにもなっている「HANAJI BLOOD EXPLOSION-MIX」が収録されている。
ジャケットには、 初回盤と通常盤で異なる黒と白で描かれている背景に、衹堂鞠也の背後で宮前かなこが表題通り鼻血を出しながら飛んでいく様子がプリントされている。、初回盤と通常盤の2種リリースであり、前者にはPVを収録したDVDが同梱されている。また、PVでは小林自身が演じている鞠也のコスプレを披露した。
楽曲自体は、レトロっぽい音色のギターがひっぱるアップテンポのスウィングリズムで、サイコビリーの曲調である。また、2月15日にはCDの発売記念イベントが行われた。
まりあ†ほりっくの主人公宮前かなこ(真田アサミ)によってカバーされていてまりあ†ほりっく あらいぶのBlu-ray6巻に収録されている。

## 収録曲
（全作詞：有森聡美、作曲：村井大）
1. HANAJI [3:40]
編曲：村井大
2. HANAJI BLOOD EXPLOSION-MIX [3:35]
編曲：西脇辰弥
3. HANAJI（オリジナル・カラオケ）
4. HANAJI BLOOD EXPLOSION-MIX（オリジナル・カラオケ）

DVD（初回盤のみ）
1. HANAJI（PV）